# Клавок (Аляска)
Клавок, також Лаваак (англ. Klawock, тлінкіт. Láwaak) — місто (англ. city) на західному узбережжі острова Принца Уельського. Адміністративно входить до складу неорганізованого боро штату Аляска (США). Населення — 720 осіб (2020).

## Географія
Клавок розташований на західному узбережжі острова Принца Уельського, на північ від найбільшого на острові міста Крейг за координатами 55°33′23″ пн. ш. 133°5′16″ зх. д. / 55.55639° пн. ш. 133.08778° зх. д. (55.556339, -133.087741).  За даними Бюро перепису населення США в 2010 році місто мало площу 2,54 км², з яких 1,99 км² — суходіл та 0,56 км² — водойми.

### Клімат
| Клімат : Клавок | Клімат : Клавок | Клімат : Клавок | Клімат : Клавок | Клімат : Клавок | Клімат : Клавок | Клімат : Клавок | Клімат : Клавок | Клімат : Клавок | Клімат : Клавок | Клімат : Клавок | Клімат : Клавок | Клімат : Клавок | Клімат : Клавок |
| Показник | Січ.            | Лют.            | Бер.            | Квіт.           | Трав.           | Черв.           | Лип.            | Серп.           | Вер.            | Жовт.           | Лист.           | Груд.           | Рік             |
| Середній максимум, °C | 4,4             | 5,6             | 7,2             | 10,6            | 13,3            | 16,1            | 17,8            | 18,3            | 15,6            | 11,1            | 6,1             | 5,0             | 11,0            |
| Середній мінімум, °C | −0,6            | −0,6            | 0,0             | 2,2             | 5,0             | 8,3             | 10,6            | 10,6            | 7,8             | 4,4             | 1,1             | 0,0             | 4,1             |
| --- | --------------- | --------------- | --------------- | --------------- | --------------- | --------------- | --------------- | --------------- | --------------- | --------------- | --------------- | --------------- | --------------- |
| Джерело: https://www.weatherforyou.com/reports/index.php?forecast=pass&pass=normals&zipcode=99925&place=klawock&state=ak&country=us&hwvRMon=Jan |                 |                 |                 |                 |                 |                 |                 |                 |                 |                 |                 |                 |                 |

## Демографія
Для перепису населення 2010 року місто включено до зони Принца Уельського — Гайдеру. За переписом у місті мешкало 755 осіб у 297 домогосподарствах у складі 193 родин. Густота населення становила 297 осіб/км².  Було 363 помешкання (143/км²).
Расовий склад населення:
| - 48,3 % — корінних американців - 38,4 % — білих - 0,5 % — азіатів - 0,3 % — чорних або афроамериканців - 0,1 % — вихідців з тихоокеанських островів |

До двох чи більше рас належало 11,8 %. Частка іспаномовних становила 2,8 % від усіх жителів.
За віковим діапазоном населення розподілялося таким чином: 26,4 % — особи молодші 18 років, 60,1 % — особи у віці 18—64 років, 13,5 % — особи у віці 65 років та старші. Медіана віку мешканця становила 41,4 року. На 100 осіб жіночої статі у місті припадало 110,3 чоловіків;  на 100 жінок у віці від 18 років та старших — 117,2 чоловіків також старших 18 років.
Середній дохід на одне домашнє господарство  становив 51 447 доларів США (медіана — 38 125), а середній дохід на одну сім'ю — 68 837 доларів (медіана — 57 292). Медіана доходів становила 46 719 доларів для чоловіків та 33 125 доларів для жінок. За межею бідності перебувало 17,5 % осіб, у тому числі 20,1 % дітей у віці до 18 років та 8,1 % осіб у віці 65 років та старших.
Цивільне працевлаштоване населення становило 334 особи. Основні галузі зайнятості: освіта, охорона здоров'я та соціальна допомога — 22,8 %, роздрібна торгівля — 15,6 %, транспорт — 11,4 %, сільське господарство, лісництво, риболовля — 10,5 %.